# Pelvicachromis taeniatus
Pelvicachromis taeniatus là một loài cá nước ngọt nhiệt đới thuộc chi Pelvicachromis trong họ Cá hoàng đế. Loài này được mô tả lần đầu tiên vào năm 1901.

## Phân bố và môi trường sống
P. taeniatus được tìm thấy tại hệ thống các con sông ven biển thuộc hai quốc gia Cameroon và Nigeria. Loài này ưa sống trong môi trường nước có độ pH vào khoảng 6,0 - 8,0 và nhiệt độ từ 22 đến 25 °C.

## Mô tả

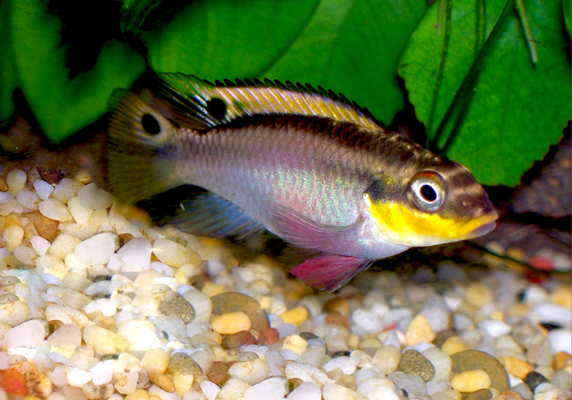
Cá mái đang mùa giao phối

P. taeniatus trưởng thành dài khoảng 7 cm; con đực có kích thước lớn hơn con mái. Số ngạnh ở vây lưng: 17 - 18; Số vây tia mềm ở vây lưng: 7 - 9; Số ngạnh ở vây hậu môn: 3; Số vây tia mềm ở vây hậu môn: 10 - 11; Số đốt sống: 29 - 32. P. taeniatus là loài dị hình giới tính. Cá đực có vây lưng và vây hậu môn phát triển hơn; trong khi đó, cá mái có những đốm tròn màu đen ở cuối vây lưng và nửa trên của vây đuôi. Điểm đặc biệt của loài này ở cả hai giới là phần môi trên của chúng có màu vàng tươi.
Vào mùa sinh sản, cá mái sẽ xuất hiện một đốm màu hồng tím đặc trưng ở vây bụng. Cá mái thường đẻ trứng trong hang hốc, dưới vỏ cây hoặc lá mục. Thức ăn chủ yếu của loài này là rong rêu, sinh vật phù du và các động vật không xương sống nhỏ.
P. taeniatus thường được đánh bắt để phục vụ cho ngành thương mại cá cảnh.

## Chú thích

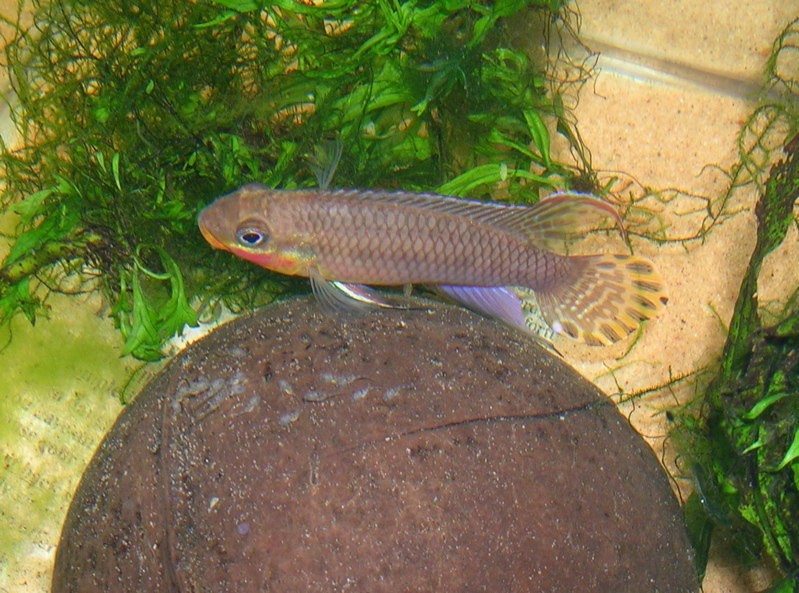
Cá đực